# マチュヴァ郡

マチュヴァ郡
Мачвански округ
Mačvanski okrug

マチュヴァ郡（マチュヴァぐん、セルビア語: Мачвански округ / Mačvanski okrug）は、セルビア最西部の郡。郡庁所在地はシャバツ。その領域は歴史的な地域のマチュヴァ、ポドリニェ、ポサヴィナ、ポツェリナに及んでいる。

## 基礎自治体
郡には8つの基礎自治体がある。
郡庁所在地のシャバツと、第二の都市ロズニツァのみが市（град / grad）で、残りの6自治体はオプシュティナ（општина / opština）である。市は、ヴォイヴォディナ自治州・旧コソボ・メトヒヤ自治州を含めるとセルビア全土に24存在し、より強い自治権を有する。オプシュティナは日本の町・村に相当する。
- ボガティッチ（Bogatić）
- シャバツ市（Šabac）
- ロズニツァ市（Loznica）
- ヴラディミルツィ（Vladimirci）
- コツェリェヴァ（Koceljeva）
- マリ・ズヴォルニク（Mali Zvornik）
- クルパニ（Krupanj）
- リュボヴィヤ（Ljubovija）

## 都市
郡内の都市一覧（カッコ内は人口）。
- シャバツ (55,163)
- ロズニツァ (19,863)
- ロズニチュコ・ポリェ (7,922)
- ボガティッチ (7,350)
- クルプツィ (7,297)
- マユル (6,854)
- バニャ・コヴィリャチャ (6,340)
- ポツェルスキ・プリチノヴィッチ (5,992)
- バドヴィンツィ (5,406)
- クルパニ (4,912)
- マリ・ズヴォルニク (4,736)
- レシュニツァ (4,731)
- コツェリェヴァ (4,645)
- プルニャヴォル (4,464)
- リュボヴィヤ (4,130)

## 民族構成
2002年の国勢調査による。
- セルビア人  = 317,658 (96.37%)
- ロマ = 3,235 (0.98%)
- ムスリム人 = 1,859 (0.56%)

## 歴史・文化
シャバツ周辺にはセルビア人の歴史上の事件に関する事物が多数見られる。カラジョルジェ・ペトロヴィチ（Karađorđe Petrović）の記念碑を始め、ミルティン王の宮殿であったノヴォ・セロや、ツェル山に作られたコサニンの要塞都市など、サヴァの川岸に建設された古代の都市の遺構も見られる。
ロズニツァの近郊には、セルビア語正書法の父、ヴーク・カラジッチの生地、トルシチ村が存在する。トルシチのそばには、14世紀に建設され、ネマニチ朝最古の寄進地のひとつであったトロノシャ修道院がある。セルビアの文化と伝統の保護について大きな役割を果たした修道院である。長い期間にわたって(とりわけ14世紀に)、写字学校(印刷技術以前には、宗教文書は修道院などで手書きで筆写していた)の伝統のよりどころとなっていた。結果として、セルビア人の歴史と文化に関する多くの書物が筆写され現代まで伝えられたのである。

## 経済
マチュヴァの産業を特徴づけているのは、ゾルカ社の化学工場、シャプチャンカ社の食品工場、イェラ社の家具工場、メタロプラスティカ社の金属・プラスチック加工工場などの巨大な工場である。マチュヴァの最主力産業は現在USスティールの保有するブリキ加工機で、年間20万トン以上のブリキ板を生産している。